# Ransomite
La ransomite è un minerale.